# This Light I Hold
This Light I Hold es el quinto álbum de estudio de la banda estadounidense de metalcore Memphis May Fire. Fue lanzado el 28 de octubre de 2016 por Rise Records. El álbum debutó en el puesto 42 en la lista Billboard 200.
Es el último álbum que cuenta con el guitarrista rítmico Anthony Sepe antes de su salida en enero de 2017.

## Lanzamiento y promoción
La banda estrenó el primer sencillo "Carry On" en BBC Radio 1 el 28 de agosto de 2016. El 23 de septiembre de 2016, Memphis May Fire lanzó la canción principal y el segundo sencillo de su nuevo álbum, "This Light I Hold", que incluye Jacoby Shaddix (Papa Roach), acompañado de un vídeo musical. También se usó como uno de los temas musicales de NXT TakeOver: San Antonio de NXT.

## Lista de canciones
| N.º | Título                                                  | Duración |  |
| 1.  | «Out of It»                                             | 4:14     |  |
| 2.  | «Carry On»                                              | 3:23     |  |
| 3.  | «Wanting More»                                          | 3:47     |  |
| 4.  | «Sever the Ties»                                        | 3:33     |  |
| 5.  | «The Enemy»                                             | 3:51     |  |
| 6.  | «This Light I Hold» (con Jacoby Shaddix de Papa Roach)  | 4:08     |  |
| 7.  | «That's Just Life»                                      | 3:37     |  |
| 8.  | «Letting Go»                                            | 3:30     |  |
| 9.  | «The Antidote»                                          | 3:35     |  |
| 10. | «Better Things»                                         | 3.57     |  |
| 11. | «Not Over Yet» (con Larry Soliman de My American Heart) | 3:50     |  |
| 12. | «Unashamed»                                             | 3:29     |  |
| 13. | «Live It Well»                                          | 3:56     |  |

## Personal
Memphis May Fire
- Matty Mullins – vocalista líder
- Kellen McGregor – guitarrista líder
- Anthony Sepe – guitarra rítmica
- Cory Elder – bajo
- Jake Garland – batería

Músicos adicionales
- Jacoby Shaddix: voz (pista 6).
- Larry Soliman: voz (pista 11).